# Cardiocondyla stambuloffii
Cardiocondyla stambuloffii är en myrart som beskrevs av Auguste-Henri Forel 1892. Cardiocondyla stambuloffii ingår i släktet Cardiocondyla och familjen myror. Inga underarter finns listade.